# 家治川卓也
家治川 卓也（かじかわ たくや、1976年12月14日 - ）は、日本の元サッカー選手。ポジションはフォワード、ミッドフィールダー。

## 来歴
高槻南高校に所属していた1993年、U-17日本代表に選出され、日本で開催されたFIFA U-17世界選手権に出場した。チームメートには宮本恒靖、中田英寿らがおり、日本代表はベスト8に進出した。

## 代表歴
- U-17日本代表
  - 1993 FIFA U-17世界選手権; ベスト8